# Jon DiSalvatore
Jon DiSalvatore (né le 30 mars 1981 à Bangor, État du Maine aux États-Unis) est un joueur américain de hockey sur glace.

## Biographie
Après avoir passé son hockey junior avec le Friars de Providence, il arrive dans la LAH avec les Barons de Cleveland puis la saison suivante il s'en va avec les IceCats de Worcester.
En 2005, il joue 5 match avec les Blues de Saint-Louis dans la LNH. Il passera le reste de la saison régulière avec les Rivermen de Peoria il y passera aussi la saison suivante.
Après son passage à Peoria, il ira jouer pour Rampage de San Antonio puis les Devils de Lowell et finalement les Aeros de Houston. Il est donc un habitué de la LAH.

## Statistiques
| Saison     | Équipe                   | Ligue      |    | Saison régulière | Saison régulière | Saison régulière | Saison régulière | Saison régulière |    | Séries éliminatoires | Séries éliminatoires | Séries éliminatoires | Séries éliminatoires | Séries éliminatoires |
| Saison     | Équipe                   | Ligue      | PJ | B                | A                | Pts              | Pun              | PJ               | B  | A                    | Pts                  | Pun                  |                      |                      |
| 1999-2000  | Providence College       | NCAA       | 38 | 15               | 12               | 27               | 12               |                  |    |                      |                      |                      |                      |                      |
| 2000-2001  | Providence College       | NCAA       | 36 | 9                | 16               | 25               | 29               |                  |    |                      |                      |                      |                      |                      |
| 2001-2002  | Providence College       | NCAA       | 38 | 16               | 26               | 42               | 6                |                  |    |                      |                      |                      |                      |                      |
| 2002-2003  | Providence College       | NCAA       | 36 | 19               | 29               | 48               | 12               |                  |    |                      |                      |                      |                      |                      |
| 2003-2004  | Barons de Cleveland      | LAH        | 74 | 22               | 24               | 46               | 30               | 8                | 1  | 1                    | 2                    | 2                    |                      |                      |
| 2004-2005  | IceCats de Worcester     | LAH        | 79 | 22               | 23               | 45               | 42               | --               | -- | --                   | --                   | --                   |                      |                      |
| 2005-2006  | Rivermen de Peoria       | LAH        | 72 | 22               | 45               | 67               | 42               | 4                | 0  | 0                    | 0                    | 0                    |                      |                      |
| 2005-2006  | Blues de Saint-Louis     | LNH        | 5  | 0                | 0                | 0                | 2                | --               | -- | --                   | --                   | --                   |                      |                      |
| 2006-2007  | Rivermen de Peoria       | LAH        | 76 | 21               | 39               | 60               | 50               | --               | -- | --                   | --                   | --                   |                      |                      |
| 2007-2008  | Rampage de San Antonio   | LAH        | 66 | 22               | 24               | 46               | 46               | 7                | 2  | 1                    | 3                    | 9                    |                      |                      |
| 2008-2009  | Devils de Lowell         | LAH        | 76 | 20               | 33               | 53               | 32               | --               | -- | --                   | --                   | --                   |                      |                      |
| 2009-2010  | Aeros de Houston         | LAH        | 79 | 21               | 31               | 52               | 28               | -                | -  | -                    | -                    | -                    |                      |                      |
| 2010-2011  | Aeros de Houston         | LAH        | 80 | 28               | 33               | 61               | 57               | 24               | 7  | 5                    | 12                   | 12                   |                      |                      |
| 2011-2012  | Aeros de Houston         | LAH        | 76 | 28               | 33               | 61               | 22               | 4                | 0  | 0                    | 0                    | 2                    |                      |                      |
| 2011-2012  | Wild du Minnesota        | LNH        | 1  | 0                | 0                | 0                | 2                | -                | -  | -                    | -                    | -                    |                      |                      |
| 2012-2013  | Bears de Hershey         | LAH        | 68 | 18               | 31               | 49               | 24               | 4                | 2  | 0                    | 2                    | 2                    |                      |                      |
| 2013-2014  | EHC Munich               | DEL        | 22 | 6                | 11               | 17               | 12               | -                | -  | -                    | -                    | -                    |                      |                      |
| 2013-2014  | Crunch de Syracuse       | LAH        | 46 | 11               | 17               | 28               | 25               | -                | -  | -                    | -                    | -                    |                      |                      |
| 2014-2015  | EHC Munich               | DEL        | 43 | 13               | 21               | 34               | 16               | 4                | 0  | 1                    | 1                    | 2                    |                      |                      |
| 2015-2016  | Everblades de la Floride | ECHL       | 42 | 8                | 16               | 24               | 6                | 6                | 2  | 3                    | 5                    | 0                    |                      |                      |
| 2015-2016  | Falcons de Springfield   | LAH        | 22 | 1                | 7                | 8                | 6                | -                | -  | -                    | -                    | -                    |                      |                      |
| Totaux LNH | Totaux LNH               | Totaux LNH | 6  | 0                | 0                | 0                | 4                | -                | -  | -                    | -                    | -                    |                      |                      |